# Ким Ён Сам
Ким Ён Сам (кор. 김영삼?, 金泳三?, 20 декабря 1927, Кодже — 22 ноября 2015, Сеул) — 7-й президент Республики Корея с 25 февраля 1993 по 25 февраля 1998 года. Считается ключевой фигурой в деле демократизации Республики Корея.

## Биография
Родился в деревне Вэпхо-ри города Кодже провинции Кёнсан-Намдо, в семье рыбака. Его предки принадлежали к военному сословию янбанов. Во времена Имчжинской войны (1592—1598) один из них переселился на остров Кочже, который стал для них «малой родиной». Отец политика занимался рыболовством и торговлей, исповедовал христианство и принадлежал к среднесостоятельным семьям того времени.
Учился в Сеульском университете, закончив его в 1952 году получением степени бакалавра по философии.
Во время Корейской войны сначала скрывался от северокорейских властей, а затем пошёл добровольцем в армию Юга как специалист по вопросам контрпропаганды и военный корреспондент. В те же годы становится секретарём вице-спикера Национального собрания Чан Тхэк Сана, который вскоре был назначен на должность премьер-министра. Ким Ён Сам стал помощником главы правительства, выполняя довольно ответственные поручения вплоть до проведения заседаний депутатской группы.
В 1954 году, в возрасте 26 лет, был избран в Национальную Ассамблею страны. В декабре 1954 года в знак протеста против продления полномочий президента Ли Сын Мана на третий срок он вышел из рядов правящей Либеральной партии и становится одним из лидеров демократической оппозиции. В мае 1960 года просеверокорейские повстанцы, орудовавшие на острове Кочже, зверски убили его мать Пак Пу Рён. В период военного правления в 1969 году наёмная банда, следы которой так и не удалось установить, предприняла попытку покушения на Ким Ён Сама, но он остался жив.
Был в оппозиции авторитарному правительству, отказался от кресла в парламенте (хотя позже вернулся), когда Ли Сын Ман пытался внести поправки в конституцию. Позже, наряду с Ким Дэ Чжуном, стал одним из главных критиков военных правительств Пак Чон Хи и Чон Ду Хвана. В 1979 году был арестован за протест против конституционных реформ, осуществлённых президентом Пак Чон Хи, дабы продлить своё правление. После этого он объявил голодовку и был помещён под домашний арест за антиправительственную деятельность, находился в этом положении два года. Был исключён из Национальной Ассамблеи и отлучён от политики в период с 1980 по 1985 годы.
Во время первых демократических выборов в стране в 1987 году Ким Ён Сам и Ким Дэ Чжун были соперниками, хотя оба представляли оппозицию. Раскол в рядах оппозиции позволил выиграть выборы Ро Дэ У, соратнику бывшего президента. В 1990 году Ким Ён Сам объединил свою Объединённую Демократическую Партию с правящей Демократической партией справедливости и Новой демократической республиканской партией. В результате объединения между 3 партиями основалась Демократическая либеральная партия. Заручившись новой поддержкой, он сумел обойти Ким Дэ Чжуна на президентских выборах 1992 года.

## Деятельность на посту президента

### Экономика
Главные действия в экономике — введение системы использования настоящих фамилий и имён в финансовых и банковских делах, и попытки реформировать чеболи, крупнейшие южнокорейские корпорации.
Пытался реформировать административную систему и экономику. Правительством был разработан и принят чрезвычайный План новой экономики на 100 дней (март — июль 1993 г.), на основе которого была скорректирована седьмая пятилетка (на 1994—1998 гг.), стратегическая задача которой состояла в том, чтобы попытаться осуществить планомерную стабилизацию социально-экономической ситуации. В этой связи было запланировано с учётом возрастающих государственных расходов увеличить ставки налогов с 19,4 % в 1992 г. до 22-23 % в 1998 г., провести радикальное реформирование общей структуры государственных расходов за счёт сокращения финансирования государственного аппарата, осуществить дебюрократизацию и обеспечить большую открытость банковско-финансового сектора. Также программа включала в себя пересмотр и ослабление административных правил, препятствующих «свободной и новаторской экономической деятельности», переориентация промышленной структуры на приоритетное развитие технологически и информационно ёмких производств, содействие ускоренному развитию промышленной технологии, особенно новейшим технологическим изобретениям, существенное увеличение инвестиций в научно-исследовательские и опытно-конструкторские работы (с 2,1 % в 1992 г. до 3-4 % в 1998 г.), модернизацию системы землепользования путём пересмотра устаревших правил пользования землёй и ряд других мер.
Однако эти меры были реализованы лишь частично и привели лишь к временной стабилизации социально-экономического положения, затем обернувшись ухудшением макроэкономических показателей. В 1994 г. объём прироста ВВП составил 8,6 %, в 1995 г. поднялся до 9 %, затем в 1996 г. снизился до 7,1 % и в 1997 г. резко упал до 5,5 %. Такой же тренд наблюдался в данных о темпе роста ВВП на душу населения: 1994 г. — 7,6 %, 1995 г. — 7,9 %, 1996 г. — 6,2 % и в предкризисном 1997 г. — 3,9 %.
В марте 1997 года были реализованы антикризисные меры: был снижен импорт ряда дорогостоящих импортных товаров, произведено сокращение аппарата госслужащих на 10 тысяч чиновников, сокращена программа государственных расходов на 2,2 млрд долл., создан чрезвычайный фонд предотвращения банкротств банковских структур. Однако эти действия мало затрагивали основу экономики, которая базировалась на деятельности крупных компаний, поэтому эффект от их реализации был неэффективен.
С осени 1997 года началось катастрофическое падение обменного курса воны. Если в сентябре 1997 года 1 доллар США обменивался на 930 вон, то в середине декабря — 2000 вон.

### Общественно-политическая жизнь
В период его правления произошла демократизация общественно-политической жизни. В декабре 1993 года был принят Закон о деятельности политических партий, значительно упростивший процедуру регистрации партий и их правовые прерогативы. Принятый в марте 1994 года Закон об альтернативной избирательной системе предусматривал формирование гражданской администрации только на конкурсной основе. За нарушение этой правовой нормы вводилась уголовная ответственность. В июне того же года были внесены дополнения в Закон о Национальном собрании, на основе которых оппозиционные фракции и течения меньшинства наделялись такими же юридическими правами, как и правящая фракция большинства. В апреле 1994 году под давлением демократических сил была отменена одна из самых архаичных статей Уголовного кодекса, предусматривавшая лишение свободы до 2 лет за супружескую неверность, не отягощённую какими-либо иными уголовными действиями.

### Борьба с коррупцией
Одним из первых шагов на посту президента была антикоррупционная кампания, в рамках которой военные и правительственные официальные лица должны были публиковать свои финансовые отчёты. Арестовал бывших президентов Чон Ду Хвана и Ро Дэ У по обвинениям в коррупции. Амнистировал тысячи политзаключённых и снял все обвинения с участников событий в Кванджу в начале 80-х годов. В ходе суда выяснилось, что Ро Дэ У, который получил от ведущих корпораций в качестве прямых и косвенных взяток более 500 млрд вон (650 млн долларов) (четырьмя основными донорами «секретного фонда» Ро были «Hyundai», «Samsung», «Daewoo» и «Lucky-Goldstar» — ныне «LG»). Расследование было начато и в отношении 36 ведущих южнокорейских бизнесменов. В вину им ставилась дача взяток Ро в обмен на определённые услуги. Девяти бизнесменам было предъявлено официальное обвинение, и пятеро из них, включая председателей «Daewoo» и «Samsung», были приговорены к тюремному заключению сроком на 2,5 года. Впрочем, исполнение этих приговоров впоследствии было приостановлено. Главный обвиняемый — Ро Дэ У — получил 22 с половиной года тюремного заключения (позже срок приговора был сокращен до 17 лет, а ещё позднее Ро подпал под президентскую амнистию). Уголовное преследование бывших президентов, по мнению ряда экспертов, было вызван тем, что в июне 1995 года правящая партия потерпела поражение на местных выборах, и её положение зашаталось. Власть сочла, что сторонники Чона и Ро могли использовать свои секретные фонды для раскола правящего блока и финансирования новой политической партии, и попыталась нанести упреждающий удар.
Впервые Сам обнародовал данные о доходах и имуществе своей семьи, а затем в июне 1993 года провёл Закон об этике государственных служащих, согласно которому они должны были регулярно заполнять декларацию о доходах, а данные об их банковских счетах подлежали обнародованию. Практически сразу же после принятия Закона об этике более полутора тысяч чиновников были либо уволены, либо вынуждены уйти в отставку. В августе 1993 года был принят Чрезвычайный Декрет, который обязывал проводить финансовые операции только под настоящими именами. Анонимные операции были запрещены. В рамках этой же кампании власти вернулись к традиционной для Кореи практике отправки в регионы тайных финансовых инспекторов, которые должны были проверять жалобы местных жителей. Были сформированы специальные группы следователей для рассмотрения коррупционных дел. По данным прокуратуры Республики Корея, в течение 1995—1996 годов в коррупции было изобличено почти пять тысяч человек и более двух тысяч из них были подвергнуты судебному преследованию.
Было объявлено, что его администрация отказывается от практики формирования политических фондов.
Однако в последующие годы сам президент был заподозрен в том, что пытался под лозунгом борьбы с коррупцией усилить позиции лояльных ему бизнесменов. Корейские СМИ выявили 17 крупных коррупционных скандалов, из которых 4 были непосредственно связаны с руководством страны. Наиболее известным стало дело сына президента, возникшее в 1997 году и было связано с банкротством крупного южнокорейского конгломерата «Hanbo». Как оказалось, этот холдинг делал огромные взносы в предвыборную кампанию Ким Ён Сама в 1992 году и затем пользовался особым расположением новой администрации, в частности получил разрешение на строительство нового сталелитейного завода. Благодаря коррупционным схемам и коммерческому подкупу компании удалось получить кредиты на сумму в шесть миллиардов долларов. Когда же она обанкротилась, то выяснилось, что мошенникам активно помогал младший сын президента. Ким Хён Чхоль был обвинён в получении взяток в обмен на помощь в получении лицензий на открытие телевизионных станций и использовании своего влияния для расстановки на ключевых постах в администрации президента и в разведслужбе верных ему людей. Сын президента был приговорён к трём годам тюремного заключения, но затем амнистирован в августе 2000 года.
Также были выявлены и многочисленные нарушения, допущенные самим президентом в ходе предвыборной кампании. В частности, то, что на эту кампанию было истрачено в 3,5 раза больше, чем полагалось по закону.
Популярность Ким Ён Сама после скандала упала до отметки 3,8 % (вместо 80 % в начале его президентства).

## Смерть
Умер 22 ноября 2015 года в больнице Сеульского национального университета  от сердечной недостаточности в возрасте 87 лет. У него остались дети, два сына и три дочери, а также пять младших сестёр.

## Награды
- Орден «Стара-планина» с лентой (30 марта 1995 года, Болгария) — за большой вклад в развитие отношений между Республикой Болгария и Республикой Корея[6]